# 新阿達納體育場
新阿達納體育場（土耳其語：Yeni Adana Stadyumu）是位於土耳其阿達納薩瑞甘區（Sarıçam）的足球專用體育場。體育場可容納33,543人，座位齊全並全數有遮蔭。體育場於2021年2月19日落成。